# Distretto di Oron
Il distretto di Oron è stato un distretto del Canton Vaud, in Svizzera. Confinava con i distretti di Lavaux a sud, di Losanna a sud-ovest, di Echallens a ovest e di Moudon a nord e con il Canton Friburgo (distretti di Glâne a est e di Veveyse a sud-est). Il capoluogo era Oron-la-Ville.
In seguito alla riforma territoriale entrata in vigore nel 2008 il distretto è stato soppresso e i suoi comuni sono entrati a far parte dei distretti di Broye-Vully, Gros-de-Vaud e Lavaux-Oron.
Amministrativamente era diviso in 2 circoli e 22 comuni:

## Circoli

### Mézières
- Carrouge
- Corcelles-le-Jorat
- Les Cullayes
- Mézières
- Montpreveyres
- Peney-le-Jorat
- Ropraz
- Vulliens

### Oron
- Bussigny-sur-Oron
- Châtillens
- Chesalles-sur-Oron
- Ecoteaux
- Essertes
- Ferlens
- Les Tavernes
- Les Thioleyres
- Maracon
- Oron-la-Ville
- Oron-le-Châtel
- Palézieux
- Servion
- Vuibroye

## Divisioni
- 1803: Oron → Oron-la-Ville, Oron-le-Châtel
- 1812: Oron-le-Châtel → Chesalles-sur-Oron, Oron-le-Châtel
- 1814: Châtillens → Châtillens, Essertes, Les Tavernes
- 1820: Servion → Ferlens, Servion

## Fusioni
- 2003: La Rogivue, Maracon → Maracon